# Yuli Tamir
Yael "Yuli" Tamir (em hebraico:  יולי תמיר, Tel Aviv, 26 de fevereiro de 1954) é uma ex-política e acadêmica israelense que foi membra da Knesset pelo Partido Trabalhista entre 2003 e 2010, e Ministra da Absorção de Imigrantes e Educação, bem como vice-presidente do Knesset e membra do comitê de Finanças, do comitê de Educação e do comitê de Segurança e Relações Exteriores. De 2010 a 2020, Tamir foi presidente do Faculdade Shenkar de Engenharia e Design. Desde 2015 é professora adjunta da Escola Governamental Blavatnik, Oxford. Em outubro de 2020, Tamir é presidente da Faculdade Beit Berl.

## Biografia
Nascida em Tel Aviv (algumas fontes afirmam Ramat Gan), Tamir serviu na Unidade 848 de Aman durante seu serviço nacional e, durante a Guerra do Yom Kippur, ela serviu como oficial em um posto avançado no Sinai. Ela recebeu um BA em Biologia e um MA em Ciências Políticas pela Universidade Hebraica de Jerusalém. Ela recebeu um PhD em filosofia política pela Universidade de Oxford. Entre 1989 e 1999, ela foi professora de filosofia na Universidade de Tel Aviv e pesquisadora no Instituto Shalom Hartman de Jerusalém, Universidade de Princeton e Universidade Harvard.
Tamir foi uma das fundadoras do Paz Agora em 1978 e, entre 1980 e 1985, foi ativista do Ratz. De 1998 a 1999, ela foi presidente da Associação Israelense de Direitos Civis. A partir de 1995, ela se tornou ativa no Partido Trabalhista. Embora Tamir não tenha ganhado a eleição para o Knesset na eleição de 1999, ela foi nomeada Ministra da Absorção de Imigrantes por Ehud Barak. Ela foi eleita para o Knesset na eleição seguinte de 2003 e atuou nos comitês de finanças, constitucional, lei e ordem, opinião pública e cultura e esporte. Ela também serviu no comitê parlamentar investigativo sobre corrupção governamental.
Ela foi eleita para o Knesset novamente nas eleições de 2006 e serviu como Ministra da Educação no governo de coalizão liderado pelo Kadima de Ehud Olmert de 2006 a 2009. Seu mandato foi marcado por greves onipresentes e prolongadas por sindicatos de professores de ensino fundamental, médio e superior em escolas, universidades e faculdades. Tamir também atuou como ministra interina da Ciência, Cultura e Esportes após a renúncia de Ophir Pines-Paz em novembro de 2006 até março de 2007, quando Raleb Majadele foi nomeado. Em nono lugar na lista do partido, ela manteve sua cadeira nas eleições de 2009. No entanto, ela renunciou ao cargo em 2010 para se tornar presidente da Faculdade Shenkar de Engenharia e Design, e foi substituída por Majadele.
Tamir tem sido uma figura controversa em Israel. Como Ministra da Educação, ela aprovou um livro de história para crianças árabes, no qual a guerra árabe-israelense de 1948 ("guerra da Independência de Israel") é descrita como o nakba — o desastre. Isso levou os líderes da oposição a exigirem sua demissão, enquanto o membro do Knesset Ronit Tirosh (Kadima), um ex-diretor-geral do Ministério da Educação, disse que a "miserável" decisão "não se justifica do ponto de vista pedagógico e não é uma questão de  intervenção política ." Tamir defendeu seu ato como forma de dar "expressão também aos sentimentos [árabes]". Em 11 de agosto de 2008, foi anunciado que Tamir tinha planos para remover o trabalho de Zeev Jabotinsky do currículo nacional de educação, causando furor entre os direitistas. Tamir negou o ocorrido.
Em 1966, num artigo publicado na Boston Review, considerou que a  mutilação genital feminina está moralmente a par com as práticas de dieta e modelação do corpo na cultura americana. 

## Publicações selecionadas

### Livros
- Liberal Nationalism (1993). Princeton University Press
- Who's Afraid of Equality? Education and Society in Israel (2015). Yedioth Ahronoth Books (em hebraico)
- Why Nationalism, (2019) Princeton University Press.

### Artigos de jornal
- Tamir, Yael (julho de 1995). «Two Concepts of Multiculturalism». Journal of Philosophy of Education. 29 (2): 161–172. doi:10.1111/j.1467-9752.1995.tb00350.x
- Tamir, Yael (1991). «The Right to National Self-Determination». The New School. Social Research. 58 (3): 565–590. JSTOR 40970660